# セイヨウカボチャ
セイヨウカボチャ（西洋南瓜、学名:Cucurbita maxima）は、ウリ科カボチャ属の一年生植物。南アメリカが原産。

## 特徴
ニホンカボチャと比較した場合、セイヨウカボチャの特徴として以下のものが挙げられる。
|                                   | セイヨウカボチャ                   | ニホンカボチャ                     |
| --------------------------------- | ---------------------------------- | ---------------------------------- |
| 皮と外形                          | 皮に凹凸が少なく、丸みのある外形。 | 皮に深い溝があり、凹凸がある外形。 |
| 皮と外形                          | 皮の色は黒色や濃い緑色が多い。     |                                    |
| 味                                | 甘みが強く、ホクホクした食感。     | 水分が多く、甘さが控え。           |
| 栄養価 100gあたりのβ-カロテン当量 | 2600μg                             | 1400μg                             |

### 栄養素
β-カロテン、ビタミンE、ビタミンCの含有量が多く、これら3つの成分の相乗的な働きにより、免疫力の強化、細胞の老化予防、動脈硬化や癌などの生活習慣病の発症や進行の抑制に効果があるとされる。
野菜類の中でも、ビタミンEの含有量は特に多く、血行促進の効果があり、体を温めて冷え性の緩和に効果的とされる。ビタミンB1、ビタミンB2もバランスよく含まれており、糖質や脂質のエネルギー代謝を活発にする効果がある。
総じて、野菜類のなかでもトップクラスの栄養価の高さを持つ。

## 調理法
セイヨウカボチャは、いろいろな調理法に向く食材である。
ホクホクした食感を活かして、サラダ、グリル、揚げ物に、強い甘みを活かして、カスタードプディングやケーキなどのスイーツなどに向く。
セイヨウカボチャの皮には果肉以上にカロテンが豊富に含まれているため、皮ごと調理して食することが栄養素の観点からは望ましい。

## 日本におけるセイヨウカボチャ
日本で流通しているカボチャは大きくわけてニホンカボチャ、ペポカボチャ、セイヨウカボチャの3種類である。
日本への渡来については諸説あるが、中央アメリカ原産のニホンカボチャが16世紀にポルトガルから、南アメリカ原産のセイヨウカボチャは1863年にアメリカ合衆国から伝来したとされる。
明治時代の日本では、多くのセイヨウカボチャの品種が導入され、当初は北海道で多く栽培されていた。大正時代以降は関東以南でもセイヨウカボチャが栽培されるようになり、日本国内で流通するカボチャのほとんどは、セイヨウカボチャとなっている。

### 日本における代表的な品種
上述のようにセイヨウカボチャの味、食感が栗に似ていることから、日本ではセイヨウカボチャを「栗カボチャ」とも呼ぶ。
黒皮栗かぼちゃ
皮が黒っぽい緑色をしている。
みやこかぼちゃ、くりゆたか、九重栗南瓜といった品種の総称であり、セイヨウカボチャの代表例でもある。
果肉がオレンジ色をしており、食感は栗にも例えられるホクホクさ。甘みも強く、スイーツ、煮込み料理、スープなどさまざまな料理に使用される。
赤皮栗かぼちゃ
皮がオレンジ色や朱色をしている。
打木赤皮甘栗かぼちゃや赤ずきんといった品種の総称。
タマネギのような外形が特徴で、果肉は皮と同じようにオレンジ色をしている。
肉質はホクホクとねっとりの間くらいでしっとりしており、皮が薄く食べやすいのも特徴となっている。皮の色を活かして煮物などに利用される。
坊ちゃんかぼちゃ
手のひらサイズの小さい品種。皮は緑色やオレンジ色、淡い緑色とさまざまな色がある。
ホクホクとした食感としっかりとした甘みがあり、小さいサイズのため火が通りやすい。丸ごと電子レンジで加熱し、中をくり抜いて器として使うことができ、グラタンやスープなどの器に利用されることもある。